# Bob Graham
Bob Graham (Coral Gables, 1936. november 9. – Gainesville, 2024. április 16.) amerikai politikus, kormányzó (Florida, 1979–1987) az Amerikai Egyesült Államok szenátora (Florida, 1987–2005).

## Élete
1979 és 1987 között Florida kormányzója volt. 1987 és 2005 között a szenátus tagja volt Washingtonban a Demokrata Párt képviseletében.